# Stegastein

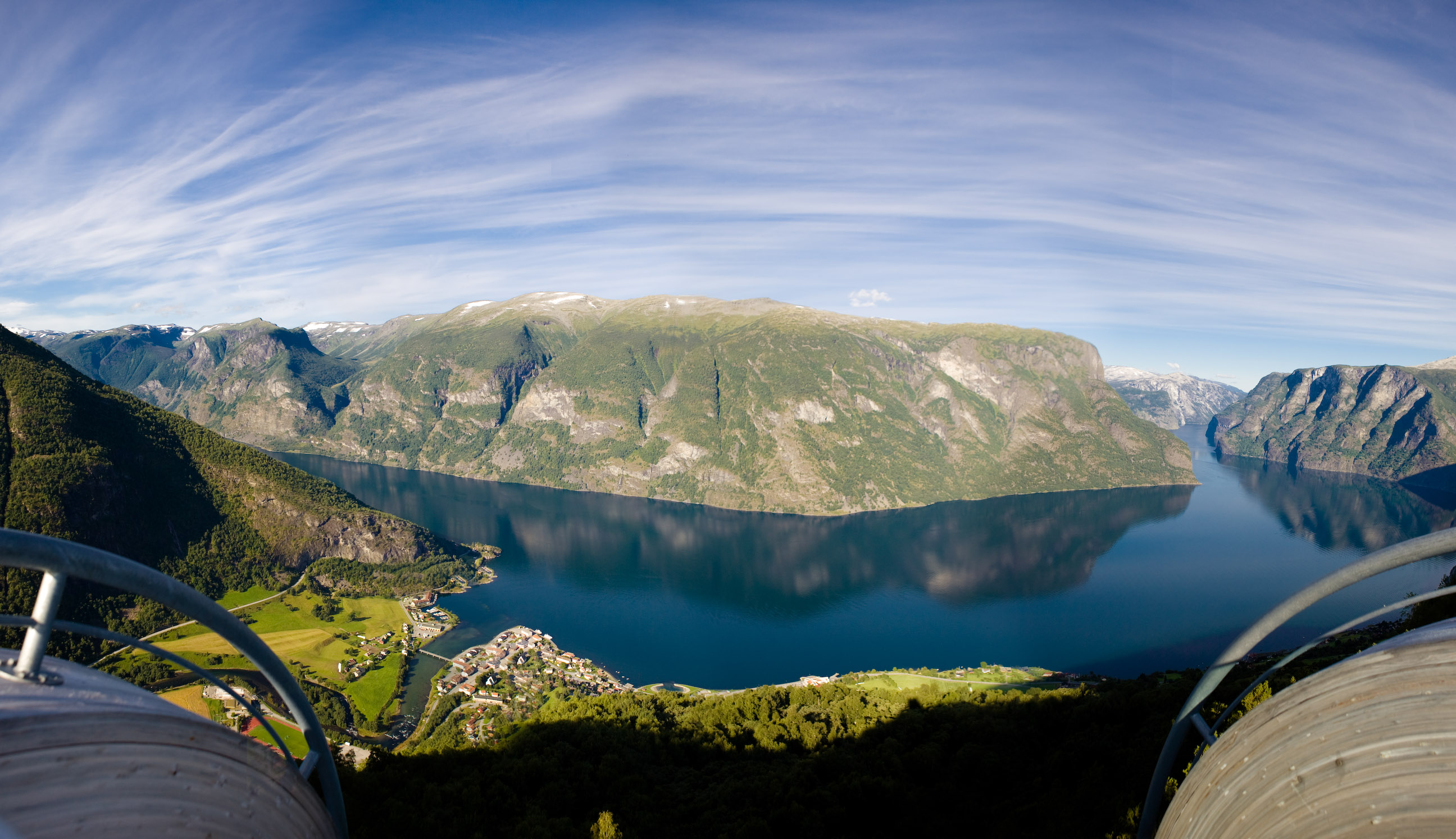
Utsikt från Stegastein

Stegastein är en utsiktspunkt i Aurlands kommun i Norge.
Stegastein ligger vid fylkesväg 243, Snøvegen, i Sogn og Fjordane, som är en norsk nationell turistväg som går mellan Lærdal och Aurland över Aurlandfjellet. Där finns en 3,3 meter bred och 31 meter lång utskjutande utsiktsbrygga i trä, glas och stål på en höjd av 640 meter över havet. Den 13 meter höga konstruktion har bärande element i stål och är klädd med impregnerat massivt furuträ. Utsiktsbryggan avslutas med en glasskärm mot ett stup mot Aurlandsfjorden nedanför. 
Vid rastplatsen finns också en toalettbyggnad i mörk betong. Rastplatsen invigdes 2006 och är en del av norska statens satsning på turistattraktioner utmed ett antal utvalda nationella turistvägar.
Stegastein är ritad av Todd Saunders och Tommie Wilhelmsen. Den nominerades 2006 av Norges Arkitektförbund till Mies van der Rohe-priset. Det fick samma år Norges konstruktionspris.